# Ага-Батыр
Ага́-Баты́р (осет. Агъабатыры цъай) — посёлок в Курском районе (муниципальном округе) Ставропольского края России.

## География
Посёлок расположен на берегу реки Куры. Река заросла камышом, берега превратились в настоящее болото. Жители считают, что на уровень воды в реке влияет и расположенный рядом Терско-Кумский канал.
Находится в 21 км к востоку от районного центра Курская и в 253 км к юго-востоку от краевого центра Ставрополь.

## История
Образован как хутор в 1808 году. Известен под названиями Ага-Батырский, Ага-Батырь, Агабатыр, Агабатырева и др. Например, на «Специальной карте Европейской России», изданной под руководством И. А. Стрельбицкого в 1871 году, отмечен как Агабатырева; на военно-топографической пятивёрстной карте Кавказского края 1877 года, дорожной карте Кавказского края 1903 года — х. Ага-Батырева; на топографической военной карте 1941 года РККА Юга России — Ага-Батырь; на административной карте Ставропольского края, составленной в 1957 году, и более поздних картах — Ага-Батыр.
В книге А. Д. Цагаевой «Топонимия Северной Осетии» (1975) описан населённый пункт Агъабатыры цъай (в переводе с осет. — «хутор Агабатыра»), о котором даны следующие сведения: «Это был один из многочисленных хуторов вокруг г. Моздок, где жили осетины и кабардинцы. Основан был армянином Степаном Агабатыровым в 1808 году. После Отечественной войны 1941—1945 гг. он совершенно опустел».
Согласно «Терскому календарю» за 1910 год хутор Агабатыр (число дворов — 68, количество коренных жителей — 381 человек) входил в Моздокский отдел.
В «Списке населённых мест Терской области (по данным к 1 июля 1914 года)» — приложении к «Терскому календарю» за 1915 год — значится хутор Агабатыр при селении Больше-Осетинском Моздокского отдела. Указано, что общий земельный надел хутора составлял 1736 десятин, в нём имелось 89 дворов и проживало 535 чел. (280 мужчин и 255 женщин). Национальный состав был представлен армянами, грузинами, осетинами и черкесами:72—73.
В «Списке населённых мест Терского округа по данным на 1 января 1927 года» приводится ещё один вариант названия — Ага-батырь. На тот период хутор являлся административным центром Ага-Батырского сельсовета Моздокского района. Согласно данным Всесоюзной переписи населения 1926 года он состоял из 149 дворов; общее число жителей составляло 641 чел. (306 мужчин и 335 женщин); преобладающая национальность — осетины:52—53.
14-15 сентября части 30-й кавалерийской дивизии освободили посёлок от немецких войск.
Во время Великой Отечественной войны в пострадавшем от действий гитлеровских оккупантов селе Ага-Батырь из 140 домов осталось пригодных для жилья лишь 12.
До 16 марта 2020 года посёлок входил в упразднённый Полтавский сельсовет.

## Население
| 1914 | 1926 | 1989  | 2002  | 2010  | 2021  |
| ---- | ---- | ----- | ----- | ----- | ----- |
| 535  | ↗641 | ↗1192 | ↘1172 | ↗1226 | ↗1363 |

Национальный состав
По данным Всероссийской переписи населения 2010 года:
| Народ      | Численность, чел. | Доля от всего населения, % |
| ---------- | ----------------- | -------------------------- |
| русские    | 555               | 45,3 %                     |
| чеченцы    | 216               | 17,6 %                     |
| даргинцы   | 152               | 12,4 %                     |
| аварцы     | 89                | 7,3 %                      |
| кабардинцы | 59                | 4,8 %                      |
| кумыки     | 58                | 4,7 %                      |
| осетины    | 39                | 3,2 %                      |
| грузины    | 15                | 1,2 %                      |
| другие     | 43                | 3,5 %                      |
| всего      | 1226              | 100 %                      |

## Инфраструктура
- Библиотека. Открыта 28 октября 1967 года[23].
- Средняя общеобразовательная школа № 14.
- Фельдшерско-акушерский пункт[24]
- Колхоз «Путь Сталина». Упоминается в 1934 году[25].

## Памятники
- Памятник советским воинам, погибшим в годы Великой Отечественной войны 1941—1945 гг. 1974 год[26].

## Кладбище
В 1 км к востоку от посёлка расположено общественное открытое кладбище площадью 10 тыс. м².